# Nerine sarniensis
Nerine sarniensis là một loài thực vật thuộc họ Loa kèn đỏ. Loài này sinh sống ở Nam Phi. Loài này được nhập nội vào đảo Guernsey.

## Hình ảnh

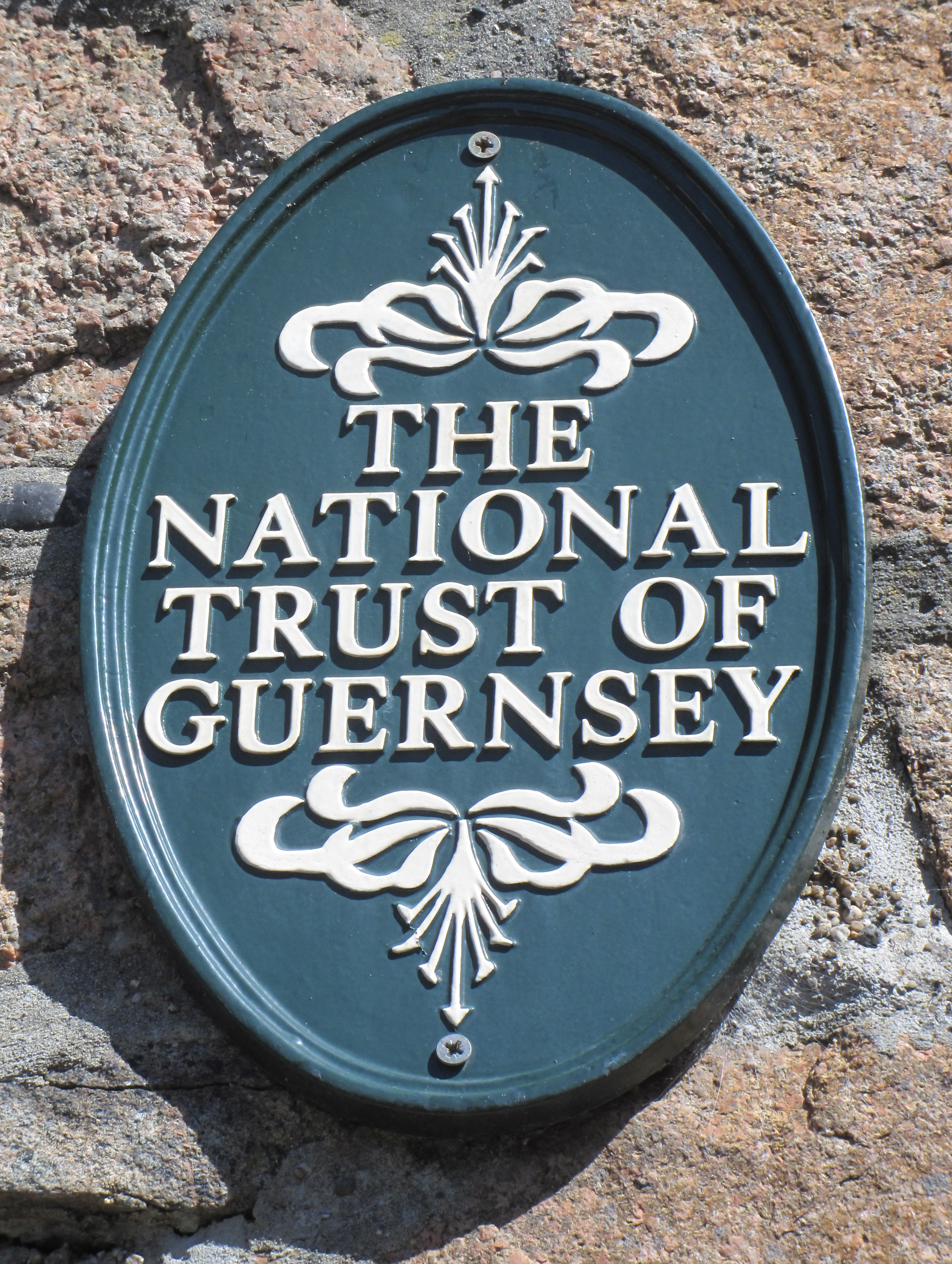
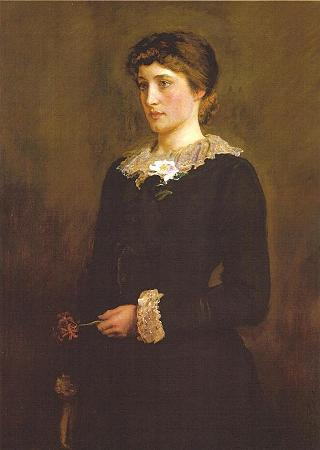
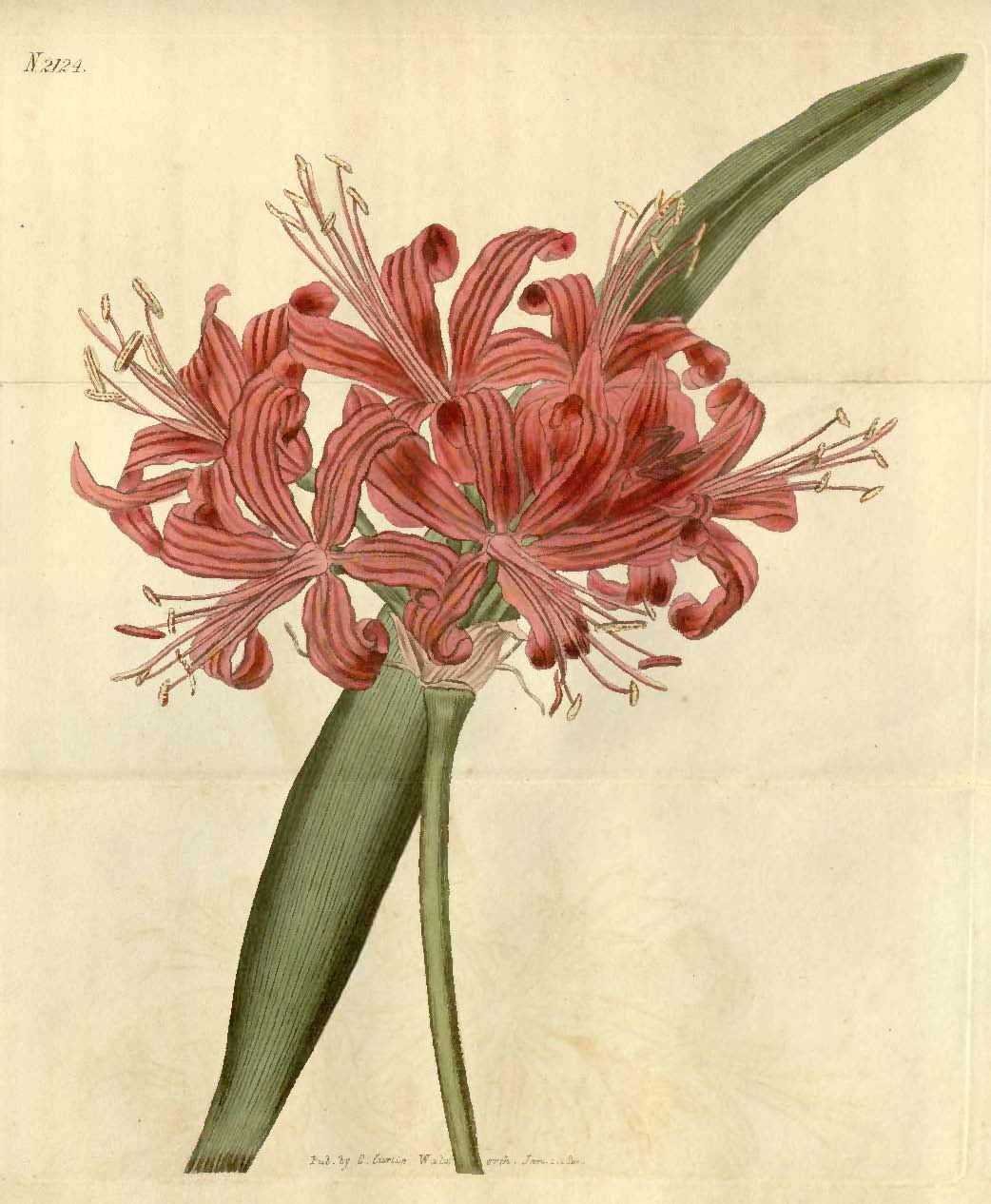

- Tập tin:Nerine sarniensis WPC.jpg